# Salicylanilide
Le salicylanilide est un composé organique de formule C13H11NO2. C'est l'amide de l'acide salicylique et de l'aniline. Il est classé à la fois en tant que salicylamide et en tant qu'anilide.
Les dérivés du salicylanilide ont diverses applications pharmacologiques. Certains de ses dérivés chlorés, comme le niclosamide, l'oxyclozanide ou encore le rafoxanide sont utilisés comme anthelminthiques. D'autres dérivés bromés, comme le dibromsalan, le métabromsalan ou le tribromsalan sont utilisés comme désinfectants avec une activité antibactérienne et antifongique.

niclosamide
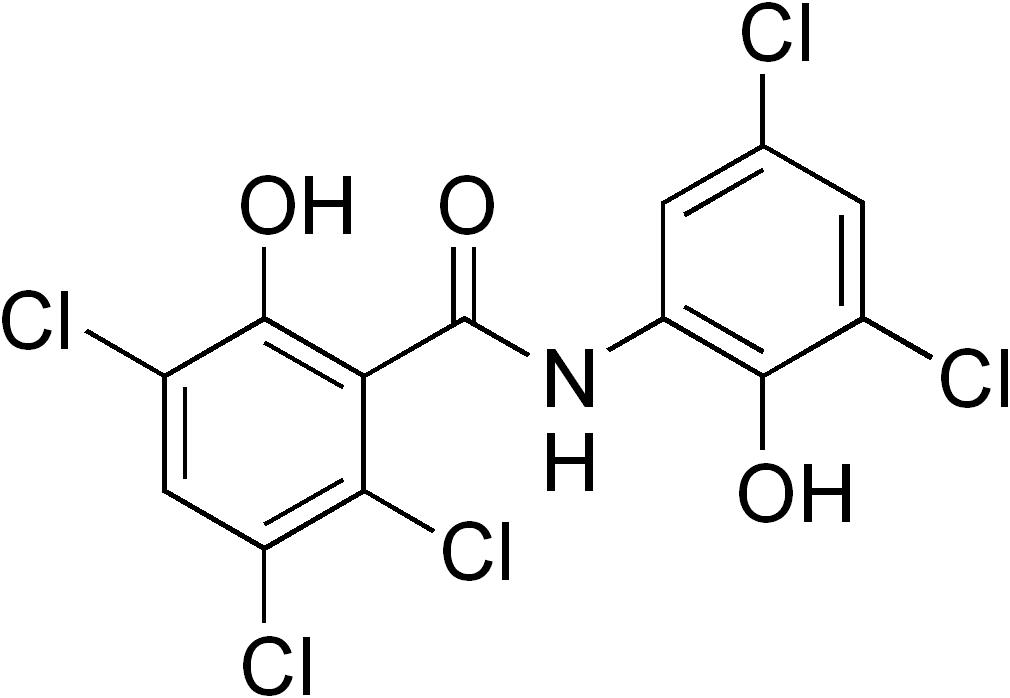
oxyclozanide
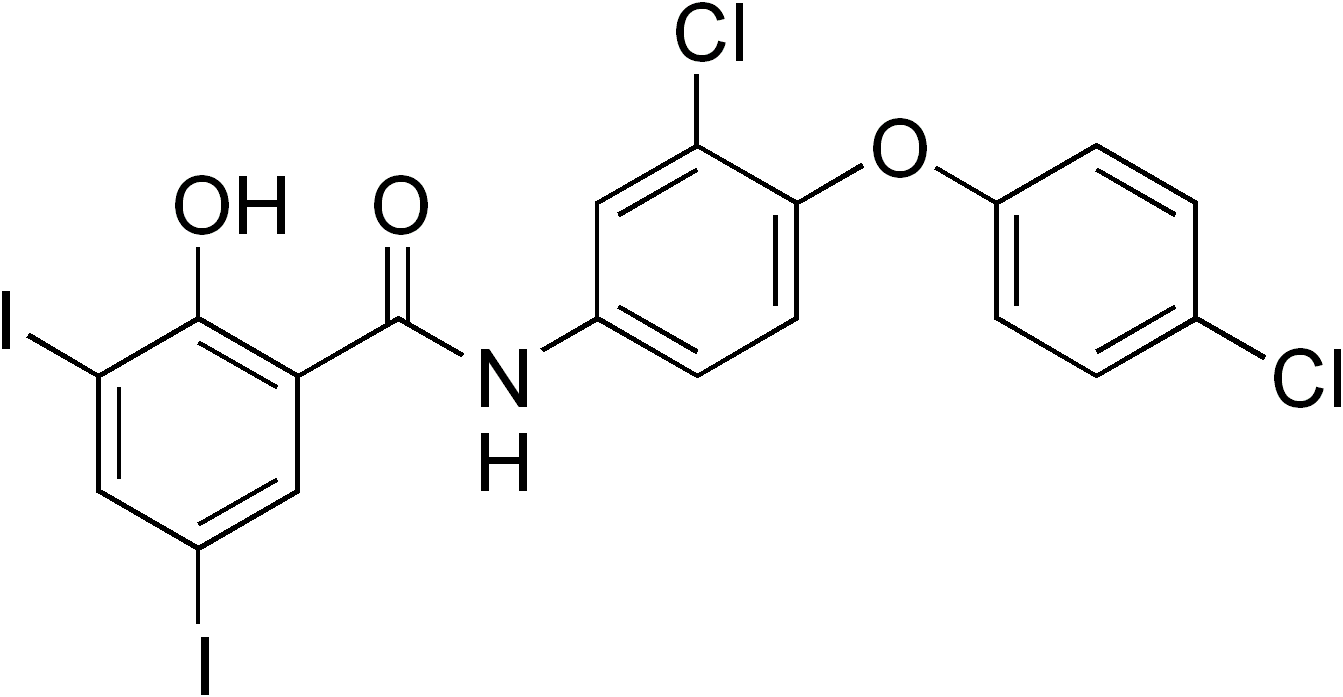
rafoxanide